# Ray Ferenc
Ray Ferenc, született Ray Ferenc Lajos (Budapest, 1878. október 8. – ?, 1949. január 18.) Stobbe Ferenccel, Iszer Károllyal együtt a labdarúgás meghonosítói Magyarországon. Alapító tagja volt a Budapesti Torna Club-nak. A BTC futballistájaként az év játékosává is választották az 1901-es magyar bajnokságban. Híres csapattársai voltak még Hajós Alfréd és Gillemot Ferenc. 

## Családja
Szülei Ray Rezső Lajos (Ray Rudolf) építész és Hoffmann Erzsébet. Testvére Ray Rezső Vilmos építész.

## Pályafutása

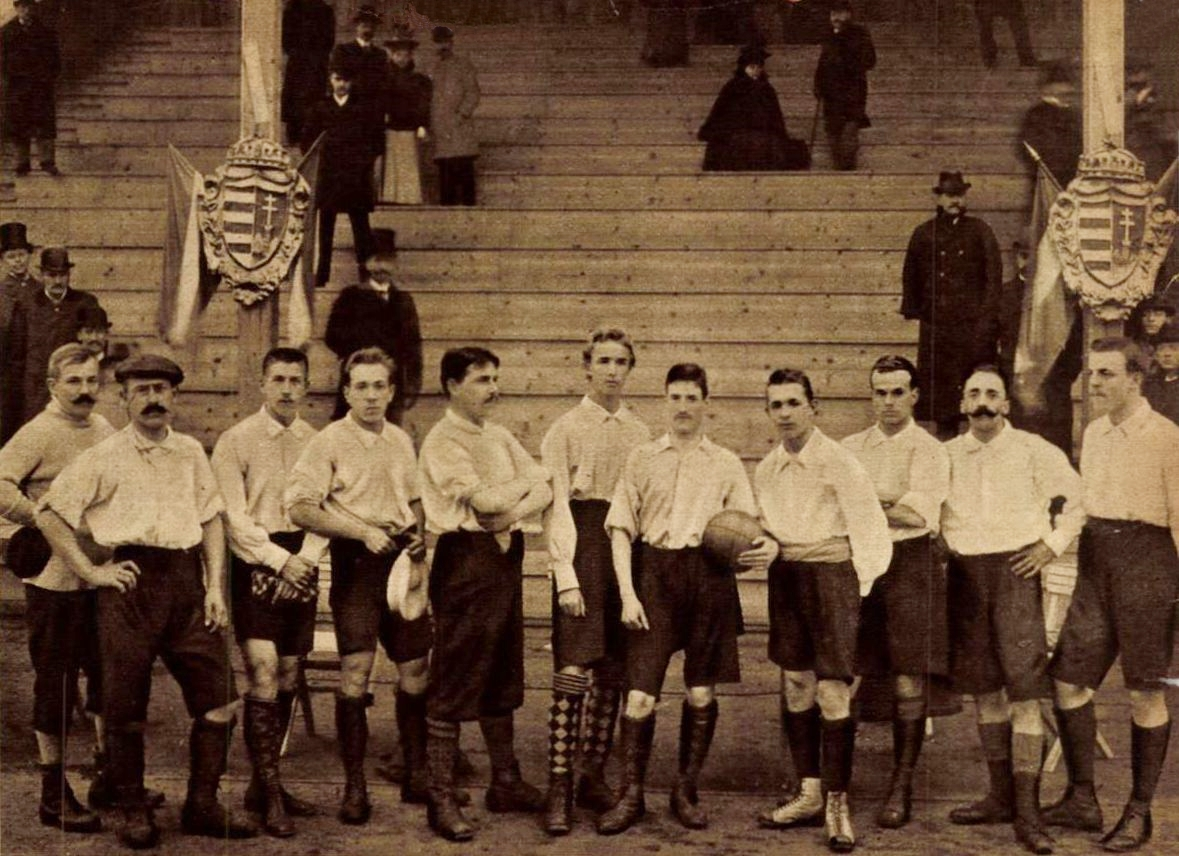
Ray Ferenc a BTC első kezdőcsapatában (a Svájcból hozott labdával)

Ray Ferenc Svájcban ismerkedett meg az új sporttal, a labdarúgással - az angol diáktársak révén. Stobbe Ferenc felkérésére Ray Ferenc svájci tanulmányaiból hazatérve magával hozott egy igazi angol futball-labdát. Ez a darab az elsők között volt ami az országba került. Megérkezése után rögtön igénybe is vették a játékszert a BTC Markó utcai tornatermében. Iszer Károly, Hajós Alfréd, Malaky János, Stobbe Ferenc, Harsády József, Weisz István, a három Sturza-fivér és Coray Rezső rugdalták a labdát.
Ray 1901. február 17-én az első magyar bajnokin pályára lépett a csatársorban. Ő szerezte a Magyar Bajnokság történetének első gólját, majd Róka János mesterhármasával 4-0-ra nyert a BTC a BSC ellen. Ray Ferenc volt az első cselező csatár. A rutintalan védők mellett sokáig ontotta a gólokat. Így hamar közönség kedvencé vált.
Az 1901-es bajnokság volt az utolsó nagy éve. Egyre többen kifogásolták állandó cselezései miatt, de egyre jobban vesztett képességeiből. A bajnokság közben megsértődött és átigazolt a "MUE"-be (Magyar Úszó Egyesület), ám egyre ritkábban kapott játéklehetőséget. Rövidesen Sydney-be költözött és a Pasteur Intézetben kapott munkalehetőséget.
Már régen bent voltunk a tribün alatti öltözőben, amikor még mindig dobogott a fejünk felett a lelátó népe. Az ütemes dobogást ütemes üvöltés kísérte, aminek szövegét hamarosan felismertük. 'Ray, Ray, Ray"- zengett a hármas tagolás a négynegyedes taktus első három negyedére, követve egynegyedes pauzával..

## Sikerei, díjai
- Magyar bajnokság
  - bajnok: 1901
- Az év labdarúgója: 1901

## Statisztika

### Mérkőzései a válogatottban
| Magyarország | Magyarország      | Magyarország               | Magyarország | Magyarország | Magyarország     | Magyarország | Magyarország | Magyarország |
| #            | Dátum             | Helyszín                   | Hazai        | Eredmény     | Vendég           | Kiírás       | Gólok        | Esemény      |
| ------------ | ----------------- | -------------------------- | ------------ | ------------ | ---------------- | ------------ | ------------ | ------------ |
|              | 1901. április 11. | Budapest, Millenáris-pálya | Magyarország | 0 – 4        | Richmond AFC     | barátságos   | -            |              |
|              | 1901. április 13. | Budapest, Millenáris-pálya | Magyarország | 1 – 6        | Surrey Wanderers | barátságos   | -            |              |
|              | Összesen          |                            |              | 0            | mérkőzés         |              | 0            | gól          |